# Radbodsberg
Der Radbodsberg (auch: Rabbelsberg) in der Gemarkung Brill, Gemeinde Dunum (Ostfriesland), ist ein Grabhügel, in dem der volkstümlichen Überlieferung nach der Friesenkönig Radbod begraben sein soll.
Der ovale Hügel verfügt noch heute über eine ansehnliche Höhe von 2,6 m bei einer Länge von 29 m und einer Breite von 24 m. Zwischen 1898 und 1904 war der Radbodsberg Gegenstand von zwei archäologischen Ausgrabungen, die unter anderem ein neolithisches Körpergrab, sechs Urnen- und zehn Brandgräber der Bronze- und Eisenzeit sowie ein mittelalterliches Pferdegrab erbrachten. Mehrere Findlingsblöcke könnten zu einer (bronzezeitlichen) Steinkiste gehören.
Die Ausgrabungsfunde sind heute Bestandteil der Sammlung der Gesellschaft für bildende Kunst und vaterländische Altertümer zu Emden.